# Goolgowi
Goolgowi est une localité australienne située dans la zone d'administration locale de Carrathool, dont elle est le chef-lieu, en Nouvelle-Galles du Sud. La population s'élevait à 402 habitants en 2016.
Elle est établie dans l'outback, à 650 km à l'ouest de Sydney par la Mid-Western Highway.
Elle relève de la circonscription de Farrer pour les élections à la Chambre des représentants.